# Campeonato Paraguaio de Futebol de 2014 - Clausura
O Campeonato Paraguaio de Futebol de 2014 "Clausura" será o centésimo décimo primeiro torneio desta competição. Irão participar doze equipes. Não há rebaixamentos no Apertura. É um campeonato no sistema de Apertura e Clausura separados, com dois campeões paraguaios por ano, sem a necessidade de final entre eles. .O campeão representará o Paraguai na Copa Libertadores da América de 2015. As outras duas vagas serão para o campeão do apertura e o primeiro melhor finalista na tabela geral. Para a Copa Sul-Americana de 2015, os quatro melhores clubes na tabela de pontuação total (que inclui o Apertura e o Clausura somados).

## Participantes
| Equipe            | Cidade          | Departamento     | No ano anterior       | Estádio                        | Capacidade | Títulos                                                                                     | Participações |
| ----------------- | --------------- | ---------------- | --------------------- | ------------------------------ | ---------- | ------------------------------------------------------------------------------------------- | ------------- |
| Cerro Porteño     | Assunção        | Distrito Capital | Quarto Lugar          | Estádio General Pablo Rojas    | 32.910     | 30 (último em Clausura de 2013)                                                             | 104           |
| Guaraní           | Assunção        | Distrito Capital | Vice Campeão          | Estádio Rogelio Livieres       | 6.000      | 10 (último em Apertura de 2010)                                                             | 110           |
| Olimpia           | Assunção        | Distrito Capital | Terceiro Lugar        | Estádio Manuel Ferreira        | 15.000     | 39 (último em Clausura de 2011)                                                             | 111           |
| Sportivo Luqueño  | Luque           | Central          | Oitavo Lugar          | Estádio Feliciano Cáceres      | 25.000     | 2 (1951,1953)                                                                               | 87            |
| Libertad          | Assunção        | Distrito Capital | Campeão               | Estádio Dr. Nicolás Leoz       | 10.000     | 16 (último em Apertura de 2014)                                                             | 106           |
| Nacional          | Assunção        | Distrito Capital | Sétimo Lugar          | Estádio Arsenio Erico          | 4.000      | 9 (1909, 1911, 1924, 1926, 1942, 1946, Clausura de 2009,Apertura de 2011, Apertura de 2013) | 104           |
| Sol de América    | Villa Elisa     | Central          | Quinto Lugar          | Estádio Luis Alfonso Giagni    | 5.000      | 2 (1986, 1991)                                                                              | 103           |
| Rubio Ñu          | Assunção        | Distrito Capital | Sexto Lugar           | Estádio La Arboleda            | 5.000      | 0 (não possui)                                                                              | 29            |
| General Díaz      | Luque           | Central          | Décimo Lugar          | Estádio General Adrián Jara    | 3.300      | 0 (não possui)                                                                              | 4             |
| Deportivo Capiatá | Capiatá         | Central          | Nono Lugar            | Estádio Municipal de Capiatá   | 5.000      | 0 (não possui)                                                                              | 4             |
| 3 de Febrero      | Ciudad del Este | Alto Paraná      | Décimo Segundo Lugar  | Estádio Antonio Oddone Sarubbi | 28.000     | 0 (não possui)                                                                              | 14            |
| 12 de Octubre     | Itauguá         | Central          | Décimo Primeiro Lugar | Estádio Juan Canuto Pettengill | 8.000      | 0 (não possui)                                                                              | 18            |

## Premiação
| Campeonato Paraguaio 2014 Primeira Divisão - Clausura |
| Assunção                                              |
| ----------------------------------------------------- |
| Libertad Campeão (17º título)                         |